# Іхрам (одяг)
Одяг іхрам — спеціальний одяг, який мусульманські паломники одягають під час здійснення великого паломництва (хадж) і малого паломництва (умра). Його одягають одразу після прибуття до кордону «священної території» (мікат). Одяг іхрам складається з двох шматків непрошитої, здебільшого білої матерії: одним обгортаються навколо поясу (ізар), другий накидають на плечі (ріда). Голова чоловіків при цьому не покрита (для жінок обов'язкове покривало), взуваються у сандалі.

Простий одяг іхрам символізує рівність мусульман перед Богом